# جون تايلور (أستاذ جامعي)
جون تايلور (بالإنجليزية: John Taylor)‏ هو عازف بيانو وملحن بريطاني، ولد في 25 سبتمبر 1942 في مانشستر في المملكة المتحدة، وتوفي في 17 يوليو 2015 في أنجيه في فرنسا بسبب نوبة قلبية.

## وصلات خارجية
- الموقع الرسمي
- جون تايلور على موقع ميوزك برينز (الإنجليزية)
- جون تايلور على موقع أول ميوزيك (الإنجليزية)
- جون تايلور على موقع ديسكوغز (الإنجليزية)